# Santa Maria de Granollers de Rocacorba
Santa Maria de Granollers de Rocacorba és l'església parroquial de Granollers de Rocacorba, al municipi de Sant Martí de Llémena (Gironès), inclosa a l'Inventari del Patrimoni Arquitectònic de Catalunya.

## Descripció

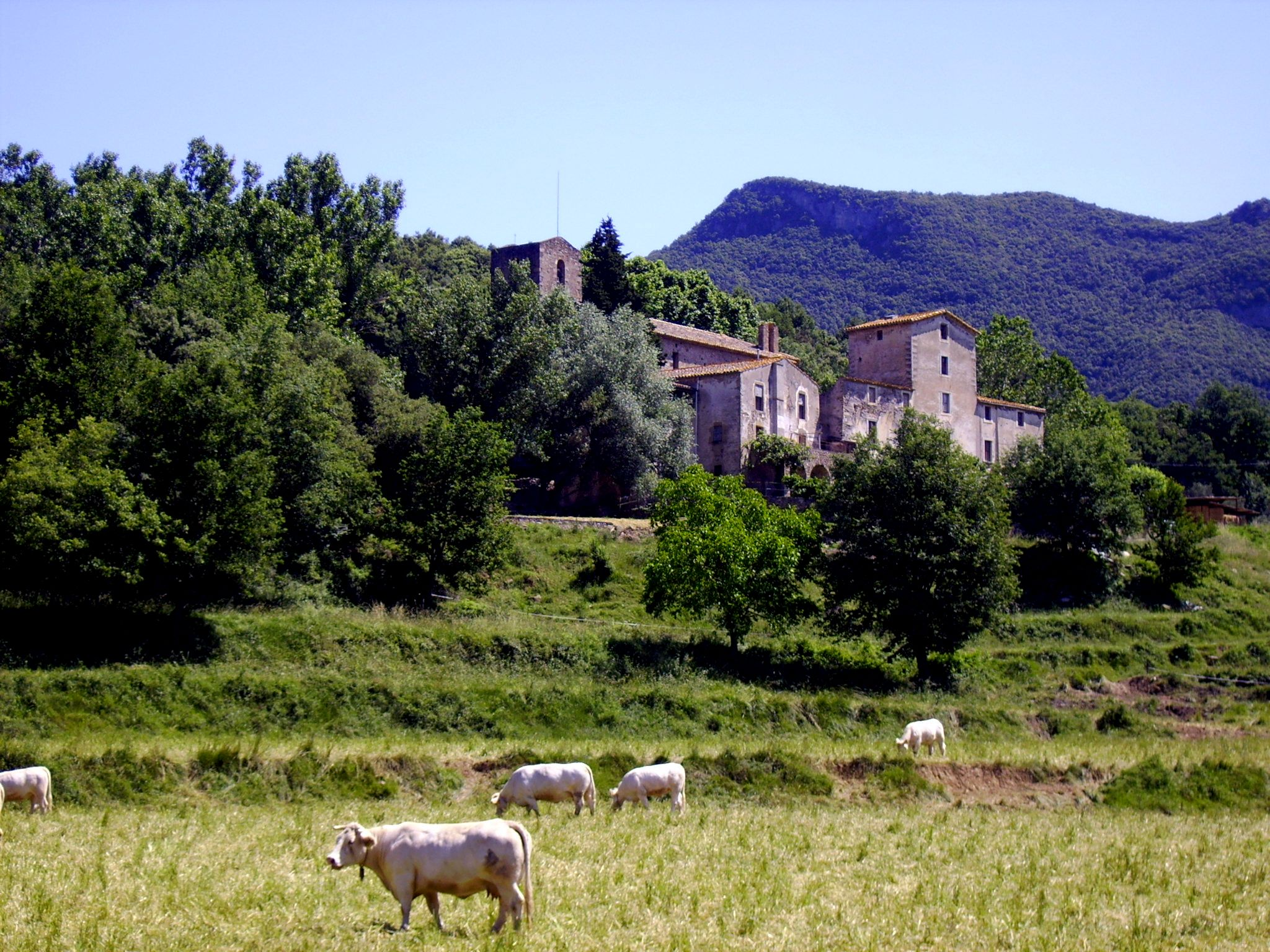

Conjunt format per l'església, la galilea d'entrada i el cementiri, encaixonat al costat dret de l'església i, darrere, el Castell.
L'església és d'una nau, de planta rectangular i absis poligonal. S'accedeix per una porta d'arc rebaixat que presenta una inscripció de simbologia cristiana al damunt. La porta està dins un marc de formes arrodonides on hi ha una data, 1785, i una inscripció: CHARITAS ME REEFICAVIT ANNO A NATIVITATE DOMINI 1785. Damunt la porta hi ha una escultura dedicada a la Mare de Déu i, més amunt, una rosassa treballada. Al costat esquerre de la façana hi ha el campanar de planta quadrada, format per dos cossos diferenciats per una cornisa recta. El cos inferior té finestres d'arc de mig punt a les façanes principal i posterior, tapiades. El segon cos les té també de punt rodó a cada cara. El campanar es clou amb un teulat a dues aigües i amb carener paral·lel a la façana principal. Les dues parts semblen d'èpoques diferents. Les façanes laterals són molt tancades, només tenen espitlleres a gran alçada.
Al costat dret de l'absis hi ha la sagristia. L'interior és d'una nau, abarrocada, amb capelles laterals. Hi ha una cornisa separant la part inferior de la volta.
Porxo de planta quadrada situat a l'entrada del recinte de pati, on aboquen l'entrada a la Rectoria i l'entrada a l'església. Té teulat a dues aigües i carener perpendicular a façana. La coberta és de cairats i llates, de rajoles encalades i rombes, i amb una encavallada de fusta que permet crear la gran porta d'accés a la peça. Presenta composició simètrica a la façana principal i a les laterals, dues finestres a cada costat i de punt rodó. La façana posterior té una porta d'arc de punt rodó, desplaçada de l'eix de simetria i guanyant uns esglaons. El terra és de terra cuita (toves), i al voltant, adossat a les parets laterals, un banc de pedra. L'arrebossat ha caigut.

## Història
Esmentada el 1065, quan va ser cedida per Guillem Guifré a la canònica de Girona.
El 1785 es va fer la reforma actual.
El monestir d'Amer també posseïa terrenys en aquesta zona.